# East Lutton
East Lutton – wieś w Anglii, w hrabstwie North Yorkshire. Leży 39 km na północny wschód od miasta York i 290 km na północ od Londynu.